# Municipio de Chavinda
El municipio de Chavinda es uno de los 113 municipios en que se divide el estado mexicano de Michoacán, localizado al noroeste del mismo y que presenta una distancia de 180 kilómetros de la capital de dicho estado. Chavinda está formado por una extensión territorial de 151.55 kilómetros cuadrados y una población de 10 417 habitantes. Su cabecera es la localidad de Chavinda. 
Forma parte de la región 1. Lerma-Chapala y del Bajío zamorano, así como del distrito electoral federal 4, con cabecera en Jiquilpan de Juárez, y del distrito electoral estatal 9, con sede en Los Reyes de Salgado.

## Escudo
|  | El escudo de Chavinda está blasonado así: El escudo se encuentra cuartelado. En el primer cuartel, en campo de oro, las haciendas del Valle de Chavinda, de San Juan y de las Cruces, que dieron origen al municipio. En el segundo cuartel, en campo de azur, material escolar que manifiesta la aspiración a la educación, promotora de un estado mejor para sus habitantes. En el tercer cuartel, en campo naranja, se hace alusión a las actividades recreativas, a las prácticas ganaderas y a la confección de prendas de vestir. En el cuarto cuartel, en campo de oro, se representa la actividad agrícola, con el cerro Alto al fondo. En la bordura, se encuentran cinco estrellas que simbolizan los quinientos años de fundación de las haciendas del municipio; dentro de ella se encuentra el lema «Unidos por el trabajo y la fe cristiana». El escudo está rodeado por dos reatas, por las cuales fue muy conocido el municipio. Como timbre, se halla la torre y la parte superior de la fachada de la iglesia de Chavinda. |

## Toponimia
Chavinda es el nombre utilizado por Alonso de Ávalos, en 1528, para solicitar en encomienda las tierras del valle, al posiblemente no recordar el término Shevina, castellanización del purépecha Sïuini  ‘lugar de vientos o remolinos’, con el cual se aludía a la zona o a un poblado colindante al valle. 

## Historia

### Época prehispánica
En la ladera nororiental del cerro Alto descansaba un centro cívico-religioso que fue ocupado desde el Clásico Temprano hasta el Posclásico Tardío y se caracterizó, de modo general, por sus intercambios con lo que hoy es el Bajío y el centro-norte de Michoacán. En el sitio se hallaron elementos de distintos momentos y de una multiplicidad de esferas que posiblemente permitieron la legitimación simbólica de su élite. Su periodo de mayor actividad fue durante el Posclásico Temprano, cuando era parte de una dinámica regional entre varios sitios de la cuenca de Sayula (La Peña) y la cuenca del lago Chapala (Cojumatlán y El Otero), que pertenecían a un sistema de intercambio de bienes con el cual se conectaba el noroccidente con el centro y sur del actual México, y que además compartían ideas y estilos con la tradición interregional de aztatlán. Quizás el indicativo más claro de ello es la «Piedra del Águila». Ésta habría sido grabada para representar un relato mítico con una iconografía más cercana a la de esta tradición interregional. Durante el Posclásico Tardío el asentamiento se encontró posiblemente en la zona de influencia del Imperio purépecha, como así lo demuestran la presencia de ciertos vestigios, como un bezote de obsidiana y grafía compatible con ese tiempo —varios elementos antropomorfos y un grabado similar al «Janamu con el diseño del Flautista» de Tzintzuntzan—.

### Virreinato de Nueva España
El 26 de mayo de 1527 los frailes Alonso de Trasierra y Alonso de Corona se reunieron con los indígenas del asentamiento, a iniciativa de Hernando de Vascones, con el fin de convencerlos para que abandonaran sus tierras; esto con el objetivo de que con ello, pudieran ser solicitadas en merced sin incumplir la ordenanza del rey Carlos I, a saber que «no se perjudiquen los pobladores y tierras de los indios». Finalmente, se acordó —no se sabe cómo— que los pobladores originarios abandonasen el sitio y se establecieran en otro.
En 1528 las tierras pantanosas del valle de Chavinda se solicitaron en encomienda por Alonso Ávalos; cuando fue pedido el lugar, éste lo nombró «Chavinda» y en otra petición lo nombró «Chaudan». Pero no fue hasta el 21 de agosto de 1559 cuando Hernando de Vascones obtuvo la primera merced en el valle, con dos sitios de ganado menor y otros dos de caballería, otorgadas por el virrey Luis de Velasco. Consecutivamente, se les fueron entregando mercedes a Lorenzo Sánchez de Ulloa (1575), Juan García de Cueva (1589), Diego de Castro Guzmán (1607) y Fernando Bocanegra (1614).

### SigloXIX-presente
El 20 de noviembre de 1861 se le otorgó el título de municipio, no obstante, en 1874 —durante el Segundo Imperio Mexicano— llegó a depender del municipio de Zamora, como categoría de tenencia. El 25 de julio de 1879 se le volvió a conceder el título de municipio.
Durante la segunda mitad del siglo XIX, Chavinda alcanzó una economía de autosuficiencia que se modificó con la llegada del ferrocarril en 1899; el municipio se abrió al mercado nacional y hubo cambios en la tenencia de la tierra, situación que impulsó la agricultura. Es gracias a su llegada que Chavinda se instauró como centro comercial a gran escala, atrayendo a compradores de toda la región. Irónicamente, el arribo de la estación de ferrocarril fue lo que dio inicio a la emigración de los habitantes del municipio hacia los Estados Unidos, realidad que aún hoy se conserva.
Pese a todo, los diversos acontecimientos que se sucedieron a principios del siglo XX en México —como la Guerra Cristera— espantaron al comercio del municipio y, por ende, al crecimiento económico.

## Geografía

### Ubicación
Chavinda está ubicado entre las coordenadas 19° 58′ y 20° 07′ de latitud norte y las coordenadas 102° 22′ y 102° 32′ de longitud oeste, con una altitud que varía entre los 1560 m s. n. m. y los 2200 m s. n. m.; emplazado dentro de la depresión de Chapala y las montañas de la zona occidental de Michoacán, ambas parte del Eje Neovolcánico.
El municipio colinda en la zona norte con los municipios de Pajacuarán e Ixtlán, al este con Zamora, al sur con Tangamanapio y al oeste con Villamar.

### Geología
El municipio presenta en su valle un suelo aluvial del Cuaternario de tipo vertisol (60.36 % del su superficie), mientras que sus elevaciones están conformadas por roca ígnea extrusiva —como el basalto y la andesita— del Plioceno-Cuaternario con laderas de escarpa de falla y suelo en su mayoría de tipo phaeozem (35.04 %). Sus principales elevaciones son el cerro Alto, un volcán extinto con flujo de lava no asociado con cono (los respiraderos fueron enterrados por los espesos flujos viscosos), al suroeste del municipio, y los cerros Grande y Gordo, al norte.

### Clima e hidrografía
Tiene, según la clasificación climática de Köppen, un clima subtropical subhúmedo (Cwa) con inviernos secos y veranos lluviosos. El rango de temperatura varía de 16 a los 22 °C (presentando temperaturas mínimas de 2.5 °C y máximas de 38 °C), mientras que el rango de precipitación va de los 700-1000 mm.
Se encuentra dentro de la región hidrológica Lerma-Santiago, específicamente en la subcuenca del río Duero, parte de la cuenca del río Lerma-Chapala. Tiene como corriente intermitente al río Encinillas, tributario del río Duero.
Entre los meses de abril y febrero se presentan fuertes vientos. Las heladas son poco frecuentes, al suceder de 4 a 6 veces anuales; lo mismo con las granizadas, pues acontecen como máximo cuatro días al año.

### Flora y fauna
En cuanto a vegetación, predomina la selva baja caducifolia (38.29 % de su superficie), aunque también hay presencia de pastizales (5 %); las especies dominantes pertenecen a los géneros Acacia, Opuntia, Fouquieria, Prosopis y Mimosa. La superficie restante del municipio es usado como   zona urbana (4.59 %) y zona agrícola (51.77 %).  El tipo de agricultura es de temporal y de riego. Este último sobre todo en el noreste del municipio, donde se halla el distrito de riego de Zamora «DR61».
Su fauna está compuesta sobre mayormente por ardillas, cacomixtles, liebres, mapaches, zorrillos y zorros.

## Demografía
De acuerdo a los resultados que presentó el Censo Población y Vivienda 2020 del INEGI, el municipio cuenta con un total de 10 417 habitantes, entre los cuales 5068 son hombres y 5349 son mujeres, lo que representa un incremento promedio de 0.44 % anual en el período 2010-2020 sobre la base de los 9975 habitantes registrados en el censo anterior.
| Gráfica de evolución demográfica de Municipio de Chavinda entre 2000 y 2020 |
|                                                                             |
| Fuente: Instituto Nacional de Estadística Geografía e Informática           |

De acuerdo con un censo de 1880, la población de Chavinda era mayoritariamente criolla. Al año 2020 sólo treinta y tres habitantes (0.32 % de la población) hablaba una lengua indígena, de manera exclusiva el purépecha.
Durante 2020, el 44.6 % de la población se encontraba en situación de pobreza moderada y que el 8.79 % de ella, en situación de pobreza extrema. El 39.2 % de los habitantes están considerados como vulnerables por carencias sociales, mientras que el 3.02 % está contemplado dentro de la población vulnerable por ingresos. Las principales carencias sociales del municipio, al año 2020, fueron la falta de acceso a la seguridad social (77.7 % de los hab.), a los servicios de salud (54.3 %) y a los servicios educativos (38.9 %). De acuerdo con estimaciones del CONEVAL para 2020, el municipio presenta un rezago social «bajo».
Según el Índice de Marginación 2020, el municipio tiene un grado de marginación «bajo», ocupando el puesto 84 de los 113 municipios que conforman el estado. El 98.36 % de las viviendas, para el mismo año, contaba con agua; el 95.04 %, con drenaje; y el 99.67 %, con energía eléctrica.
La población del municipio está mayoritariamente alfabetizada (9.94 % de personas analfabetas al año 2020), con un grado de escolarización en torno a los 7.4 años. Sólo el 10.87 % de los habitantes no presenta ningún grado de estudio; en cambio, el 71.68 % cuenta con educación básica, el 9.35 %, con educación media superior, y únicamente el 4.62 % con grado superior.

### Localidades
En el censo de 2020 el municipio de Chavinda contaba con 8 localidades.
| Código INEGI    | Localidad        | Población (2020) |
| --------------- | ---------------- | ---------------- |
| 160230001       | Chavinda         | 6 596            |
| 160230003       | La Esperanza     | 1 392            |
| 160230002       | La Cuestita      | 808              |
| 160230007       | El Tepehuaje     | 746              |
| 160230005       | San Juan Palmira | 344              |
| 160230004       | Magallanes       | 340              |
| 160230006       | La Soledad       | 189              |
| 160230030       | Rincón de Ochoa  | 2                |
| Total municipal | Total municipal  | 10 417           |

## Economía
Las tierras del municipios son muy productivas, lo que explica que la principal actividad económica sea la del sector primario; agricultura y ganadería, en particular. No obstante, también está presente el sector secundario en forma de industria del plástico, de importancia a nivel regional.